# Histoire d'os
Ne doit pas être confondu avec Une histoire d'eau, Histoires d'eau, Histoires d'os, Histoire d'O ou Sac d'os.
Histoire d'os (titre original : Them Bones) est un roman de science-fiction uchronique écrit par Howard Waldrop, publié en 1984.

## Distinctions
Le roman a été proposé :
- au prix Philip-K.-Dick 1984,
- au prix Locus du meilleur roman de science-fiction 1985.

Bien que finaliste, il n'a obtenu aucun de ces prix.

## Publications
- États-Unis

Le roman a été publié en 1984 chez Ace Books.
Il a été publié dans d'autres maisons d'édition en 1989 et 1991.
- France

Le roman a été publié en France aux éditions J'ai lu, avec une traduction de Michel Deutsch, d'abord en 1989, puis en 1993, sous le numéro 2719  (ISBN 2-277-22719-6).
Il a aussi été publié aux éditions La Découverte en 1986, ainsi que chez Gallimard, dans la collection Folio SF, no 72.

## Résumé

### Présentation et structure du roman
Le roman est composé de trois récits entrelacés, formés de chapitres longs de quelques lignes ou d'une page, pouvant comporter jusqu'à une trentaine de pages chacun.
Ces trois récits sont dénommés BESSIE, LEAKE et LA BOÎTE. Les deux premiers correspondent au prénom d'une jeune archéologue (Bessie) ou au nom de famille d'un militaire américain (Madison Leake). La Boîte correspond au journal de bord d'une compagnie de l’armée américaine envoyée dans le passé ; ce journal de bord a été placé dans une boîte métallique, d'où le nom.
Chaque chapitre porte l'un des intitulés précités, avec un numéro d'ordre. Ainsi le chapitre Bessie XI signifie que sont relatés dans ce chapitre les événements survenus à Bessie et qu'il s'agit du 11e chapitre la concernant.
La série Bessie comporte 15 chapitres ; la série Leake en comprend 18 ; la série La Boîte a 18 chapitres.

### Le journal de bord du bataillon américain
Le 1er octobre 2002, à la suite d'une guerre nucléaire globale qui a anéanti une bonne partie de la civilisation humaine, 147 militaires américains sont envoyés dans le passé, plus précisément en 1930, dans le but d'influencer la trame de l'Histoire et éviter le déclenchement de la guerre. Le lecteur ne saura pas la mission exacte confiée à cette unité américaine.
Par suite d'une erreur de calcul ou d'un dysfonctionnement de la machine à voyager dans le temps, les militaires se retrouvent en Louisiane, à une époque indéterminée. L'un des militaires a mystérieusement disparu.
Ils se rendent vite compte qu'ils se trouvent à une époque antérieure à la colonisation européenne, et leur situation dramatique leur apparaît rapidement, puisqu'ils sont bloqués dans une époque à laquelle ils sont étrangers et sans possibilité de retour. Au surplus, ils sont assiégés par des Indiens très hostiles. Ils découvrent aussi que sans le vouloir, ils ont transmis une grave maladie aux Indiens qui les décime (oreillons ou rougeole).
La suite des chapitres n'est que la succession ininterrompue des attaques qu'ils subissent au fil des jours et des semaines et de leur désespoir croissant : le nombre des blessés, des morts, augmente sans cesse. Le dernier chapitre évoque 34 militaires restés vivants au 18 avril 2003 : en sept mois, plus d'une centaine de militaires sont morts. En fin de roman, ils sont tous exterminés. L'un d'eux a eu néanmoins le temps de placer le journal de bord dans une boîte métallique et de l’enterrer. Leurs restes (et notamment leurs ossements, d'où le titre du roman) seront placés par les Indiens dans le tumulus, fouillé en 1929 par les archéologues.

### Les découvertes de Bessie
Louisiane, en 1929 : en fouillant un tumulus funéraire vieux d'environ 500 ans et apparemment d'origine précolombienne, une mission archéologique met au jour des squelettes de chevaux et des douilles en cuivre. Pour Bessie et ses collègues, cela est impensable : les chevaux et les fusils n'existaient dans l'Amérique précolombienne ! Les chevaux n'ont été introduits par les Espagnols dans le courant du XVIe siècle.
Par la suite, des corps humains décapités sont découverts, ainsi que des costumes de combat du XXe siècle et des plaques d'identité militaire, avec des noms de soldats ayant vécu au XXe siècle, ce qui augmente encore la confusion des chercheurs.
La mission archéologique doit faire face, non seulement à sa stupéfaction et à la crainte d'une mystification élaborée (mais qui l'aurait faite, et pourquoi ?), mais encore et surtout à des événements météorologiques particulièrement sévères qui menacent l'intégrité des recherches.
En fin de compte, les lieux sont engloutis par les eaux. Bessie, au péril de sa vie, parvient in extremis à trouver et à emporter une boîte métallique contenant le journal de bord du bataillon américain. Elle sait qu'elle mettra longtemps à déchiffrer les papiers jaunis et endommagés, mais qu'elle y parviendra.

### Les aventures de Leake
Madison Yazoo Leake est l'un des soldats de la compagnie militaire envoyée dans le passé. Le problème est qu'il n'est pas envoyé au même endroit que ses collègues.
Quand il surgit dans cette Amérique, il ignore à quelle époque il se trouve. Il ne tarde pas à comprendre qu'il est dans « de sales draps » et qu'il devra se débrouiller seul.
Au fil des semaines, il rencontre une tribu d'amérindiens, et se lie d'amitié avec un couple sympathique, l'indien Prend-son-temps et son épouse Fleur-de-soleil. Il découvre notamment que les mammouths, qui existent encore et vivent en liberté, sont chassés par les Indiens, que des contacts commerciaux ont lieu régulièrement avec des Vikings et que les Aztèques sont une puissance dominante.
Au contact des commerçants Vikings, avec qui il parvient à converser, il apprend que le Christianisme est inconnu et que l'Islam est conquérant. Il a donc été envoyé dans une Terre parallèle, un monde uchronique où le « point de divergence » se situe au moment de la deuxième guerre punique au troisième siècle avant notre ère : cette guerre a été gagnée par les Carthaginois et non par les Romains, dont l'empire n'a en conséquence jamais existé…

## Commentaires critiques
« (…) Et si Waldrop n'a pas ouvertement foncé dans la voie de l'humour, il ne s'est pas privé pour autant de faire sourire le lecteur. Avec ses multiples lignes de narration qui s'enchevêtrent en un récit global — une structure périlleuse mais parfaitement maîtrisée ici — et malgré une certaine gravité qui transparaît parfois dans le ton — l'une des lignes de narration est carrément tragique — , Histoire d'os a tout d'une grosse farce, d'une plaisanterie démesurée parsemée de clins d'œil et de paradoxes. Waldrop s'est bien amusé et l'on partage son amusement avec un plaisir certain. (…) »
— Extrait de Noosfère
« (…) en trois intrigues croisées, Howard Waldrop, va s’essayer un peu à tout. Il lance des sondes vers l’uchronie, vers les paradoxes temporels, la prospective, mais sans jamais aboutir dans l’un ou l’autre des domaines évoqués. Il fait le grand écart, et nous, eh bien, disons-le… on s’ennuie un peu. À force de vouloir toucher à tout il n’arrive à rien, soulève des questions que l’on enrage même pas de voir rester sans réponses. Et si on n’enrage pas, c’est parce que, au final, on s’en fout un peu, baladés que nous sommes entre ses faux-semblants, ses faux départs et ses faux espoirs. (…) »
— Extrait d'Actu-SF